# Corydalis sherriffii
Corydalis sherriffii är en vallmoväxtart som beskrevs av F. Ludlow. Corydalis sherriffii ingår i släktet nunneörter, och familjen vallmoväxter. Inga underarter finns listade i Catalogue of Life.